# Nördliche Oblast (1936–1937)

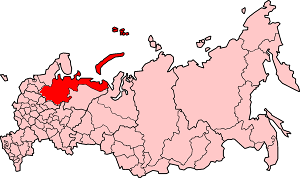
Lage der Nördlichen Oblast in der RSFSR

Die Nördliche Oblast (russisch Северная область, transkribiert Sewernaja oblast, wiss. Transliteration Severnaja oblast') war eine Verwaltungseinheit in der Russischen Sozialistischen Föderativen Sowjetrepublik, die von 1936 bis 1937 bestand. Die Oblast befand sich im Norden der RSFSR und zählte 2.262.255 Einwohner (Volkszählung 1937). Administratives Zentrum war die Stadt Archangelsk.

## Geschichte
Die Nördliche Oblast ging aus der von 1929 bis 1936 bestehenden Verwaltungseinheit Nördlicher Krai hervor, welcher neben den autonomen Regionen Nenezki nazionalny okrug und der Autonomen Oblast der Komi aus 65 Rajonen bestand. Mit der Sowjetischen Verfassung von 1936 wurde der Nördliche Krai am 5. Dezember 1936 aufgelöst und seine Gebiete auf die Nördliche Oblast und die Autonome Sozialistische Sowjetrepublik der Komi aufgeteilt. Die Nördliche Oblast bestand aus 54 Rajonen, von denen drei zum Nenezki nazionalny okrug gehörten. Die Nördliche Oblast wurde bereits am 23. September 1937 durch das Zentrale Exekutivkomitee der Sowjetunion aufgelöst. Ihre Gebiete gingen in die neu gegründete Oblast Archangelsk und die Oblast Wologda über.

## Verwaltungsgliederung
Die folgende Tabelle listet die Rajone des Nördlichen Krai zum 5. Dezember 1936.
| Rajon                         | Administratives Zentrum |
| ----------------------------- | ----------------------- |
| Beresnikowski rajon           | Beresnik                |
| Birjakowski rajon             | Birjakowo               |
| Bolschesemelski rajon*        | Chosseda-Chard          |
| Charowski rajon               | Charowsk                |
| Cholmogorski rajon            | Cholmogory              |
| Grjasowezki rajon             | Grjasowez               |
| Jemezki rajon                 | Jemezk                  |
| Kanino-Timanski rajon*        | Nischnjaja Pjoscha      |
| Kargopolski rajon             | Kargopol                |
| Karpogorski rajon             | Karpogory               |
| Kitschmengsko-Gorodezki rajon | Kitschmengski Gorodok   |
| Konoschski rajon              | Konoscha                |
| Kotlasski rajon               | Kotlas                  |
| Krasnoborski rajon            | Krasnoborsk             |
| Kubeno-Osjorski rajon         | Kubenskoje              |
| Lalski rajon                  | Lalsk                   |
| Ledengski rajon               | Ledengskoje             |
| Lenski rajon                  | Jarensk                 |
| Leschski rajon                | Sidorowo                |
| Leschukonski rajon            | Leschukonskoje          |
| Meschduretschenski rajon      | Schuiskoje              |
| Mesenski rajon                | Mesen                   |
| Nikolski rajon                | Nikolsk                 |
| Nischne-Petschorski*          | Oksino                  |
| Njandomski rajon              | Njandoma                |
| Njuksenski rajon              | Njukseniza              |
| Oneschski rajon               | Onega                   |
| Oparinski rajon               | Oparino                 |
| Pawinski rajon                | Pawino                  |
| Pineschski rajon              | Pinega                  |
| Plessezki rajon               | Plessezk                |
| Podossinowski rajon           | Podossinowez            |
| Primorski rajon               | Archangelsk             |
| Priosjorny rajon              | Konjowo                 |
| Rosljatinski rajon            | Rosljatino              |
| Rowdinski rajon               | Rowdino                 |
| Schenkurski rajon             | Schenkursk              |
| Sjamschenski rajon            | Jarygino                |
| Sokolski rajon                | Sokol                   |
| Tarnorgski rajon              | Tarnogski Gorodok       |
| Totemski rajon                | Totma                   |
| Tscherewkowski rajon          | Tscherewkowo            |
| Tschobsarski rajon            | Tschobsara              |
| Ust-Alexejewski rajon         | Ust-Alexejewo           |
| Ustjanski rajon               | Schangali               |
| Ust-Kubinski rajon            | Ustje                   |
| Weliko-Ustjugski rajon        | Weliki Ustjug           |
| Welski rajon                  | Welsk                   |
| Werchne-Tojemski rajon        | Werchnjaja Toima        |
| Werchowaschski rajon          | Werchowaschje           |
| Wilegodski rajon              | Iljinskoje              |
| Wochomski rajon               | Wochma                  |
| Woschegodski rajon            | Woschega                |

Rajone des Nenezki nazionalny okrug (*)